# Charles Duvois
Charles Duvois (Estrasburg, Alsàcia, 1830 - ?) fou un organista i compositor francès. Als setze anys ja era organista de Sant Lluís de la seva ciutat natal, i el 1851 fou mestre de capella de la catedral d'Autun, passant després a Moulins, on organitzà una capella musical, una de les més anomenada de França. A més de diverses composicions de caràcter religiós, va escriure les obres didàctiques musicals: 
- Le mecanisme du piano appliqué à l'ètude de l'harmonie (París).
- Principes de musique vocale (Estrasburg, 1845);
- Nouvelle méthode d'accompagnement du plain chant (París).